# ウルリッヒ・ガブラー
ウルリッヒ・ガブラー（Ulrich Gabler、1913年10月1日 ベルリン - 1994年2月24日 リューベック）は、ディーゼル潜水艦の設計・開発を専門としていたドイツの造船技師である。

## 研修
ガブラーは、オルデンブルグ上級ギムナジウムの校長であったカール・ガブラーの子として生まれた。1932年にギムナジウムを卒業すると、シャルロッテンブルク工科大学で機械工学および造船工学を学び、特別住宅協会の学生合唱団に入団した。 1938年にはリューベックの造船設計事務所のエンジニアとなった。

## 第二次世界大戦
第二次世界大戦が勃発するとドイツ海軍少尉として従軍し、短期間の訓練の後に練習潜水艦U-121の機関長となった。その後、北大西洋に展開するU-564に技術士官して乗り組んだ。
1942年に海軍中尉で艦を降りると、しばらくピラウの訓練施設で指導したのち1943年にキールでの潜水艦建造のため軍務を離れた。彼はヴァルター機関を搭載するUボートXXII型、XVII A型およびXXVI型の設計・開発に携わった。1944年からは潜水艦の設計を担当するブランケンブルクのグリュックアウフ設計局でUボートXXVI型の開発のためカール・フィッシャーのもとで働いた。XXVI型はシュノーケルを用いて潜望鏡深度をディーゼル推進で航行できることを目標として開発された。ガブラーは海軍大尉に昇進し、デルフィンの開発部門長を務めていたが、3隻が試作されたのみで実戦投入はされなかった。また、ブランケンブルクで開発されていたXXVI型も終戦までに完成しなかった。1945年初頭にはブランケンブルクを離れ、小艦隊付技術士官としてヴィルヘルムスハーフェンに赴任した。東プロイセンではピラウとメーメルに配備されていた練習艦を実戦艦に改造する作業に従事した。

## 戦後
1945年にガブラーはリューベックの技術事務所に戻った。クルップ社の傘下であったが、連合軍の占領に伴い解散させられた。彼は1949年にフリッツ・エプシュナーと共にトラーヴェヴェルフト・エプシュナー&ガブラーを設立したが、1958年には廃業した。その後、ガブラーとエプシュナーはそれぞれ独自に事業を始め、ガブラーはインジェニエーアコント・リューベック (Ingenieurkontor Lübeck、IKL) を設立した。IKLは1958年から潜水艦に関する深い知識をもとに、戦後のドイツ海軍潜水艦のすべての艦級を開発した。特に209型潜水艦の輸出成功はドイツ造船業界にとって朗報となった。1958年にガブラーはハンブルク大学で「特別造船」（海軍造船）の講師となり、1963年には名誉教授に任じられた後、1978年に引退した。 IKLは1994年にキールのホヴァルツヴェルケ＝ドイツ造船に買収された。

## ウルリッヒ・ガブラー財団
IKLの株式売却による収益は、彼の私財とともに自身が設立した慈善財団に寄付された。

### ウルリッヒ・ガブラーハウス

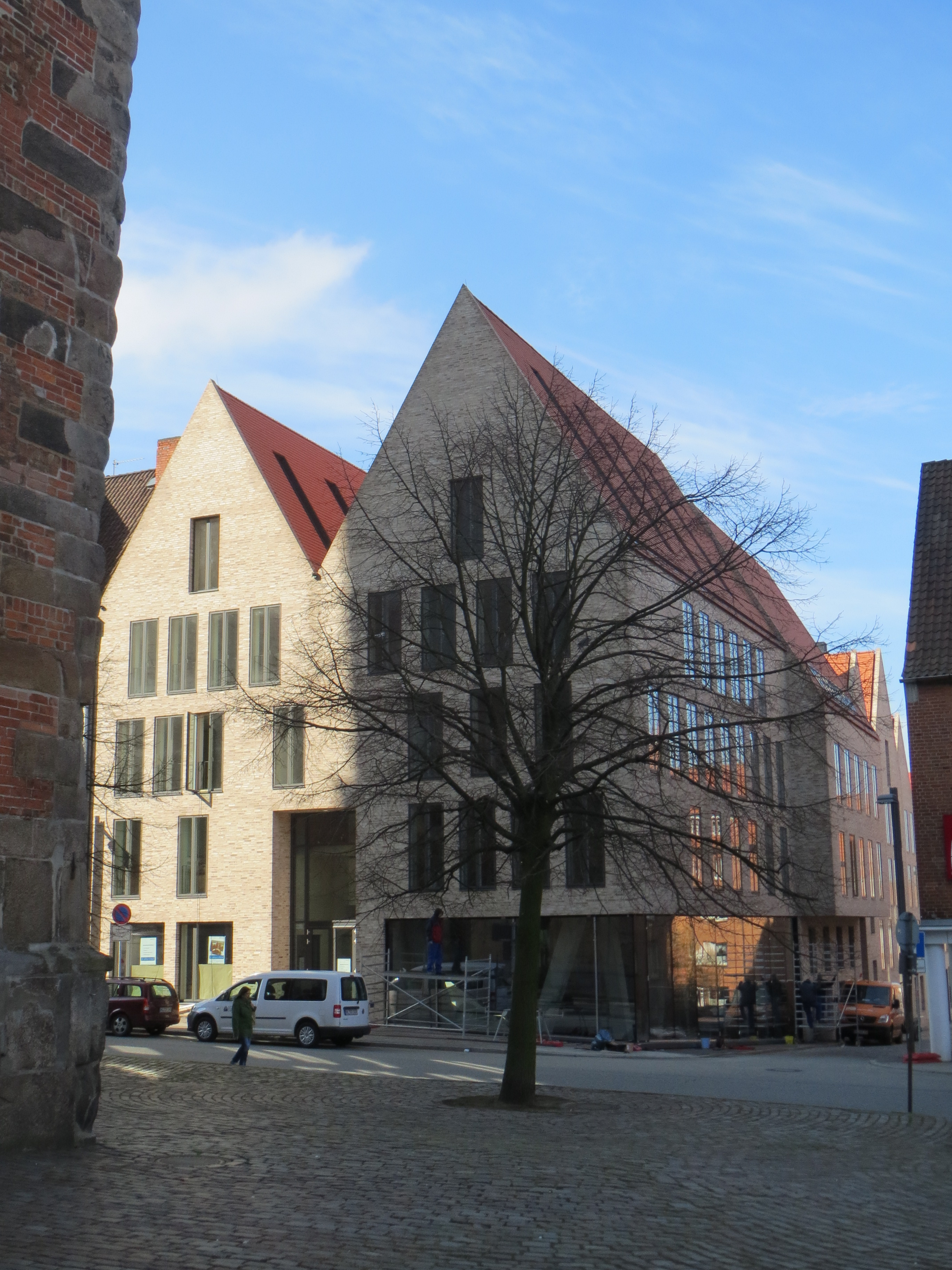
ウルリッヒ・ガブラーハウス(2014)

ガブラー財団は、2014年に聖マリア教会の西、シュッセルブーデン通りとアルフシュトラーセの角にウルリッヒ・ガブラーハウスを建てた。ここにはガブラーが長い間関わってきた障害者施設フォアヴェルカー・ディアコニー (Vorwerker Diakonie) が入居しており、カフェや商店、製織工場、陶器工房のほか、コミュニケーションセンターや様々なワークショップ、養護学校と事務所が置かれている。また、警察署の分署も入居している。 設計した建築家のジークムント・コナーマンは単一物件部門で2014年の都市再生のためのオットー・ボルスト賞を受賞している。歴史的な佇まいをみせるファサードの煉瓦は、この建物固有の外観を実現するためにウォータージェット工法で製造された。

## 受賞歴
- 1級・2級鉄十字章
- 剣付1級戦功十字章
- ドイツ十字章金章 (1942年10月15日)

## 著書
- Unterseebootbau. 4. Auflage 1994.

## 関連書籍
- Eberhard Rössler. Ulrich Gabler. XI. pp. 123–125
- Peter Kayser (Hrsg.): Ulrich Gabler 1913 bis 1994 : Biografie eines Lübecker Ingenieurs – Unternehmers – Stifters. Lübeck: Schmidt-Römhild 2013 ISBN 978-3-7950-7101-1
- Lutz Nohse, Eberhard Rössler: Konstruktionen für die Welt – Geschichte der Gabler-Unternehmen IKL und MG. Koehlers Verlagsgesellschaft mbH 1992 ISBN 3782205529